# Jumrikanda
Jumrikanda – gaun wikas samiti w zachodniej części Nepalu w strefie Rapti w dystrykcie Pyuthan. Według nepalskiego spisu powszechnego z 2001 roku liczył on 752 gospodarstw domowych i 3792 mieszkańców (1972 kobiet i 1820 mężczyzn).